# Faleria
Faleria település Olaszországban, Viterbo megyében. Lakosainak száma 1977 fő (2023. január 1.). Faleria Calcata, Civita Castellana, Mazzano Romano, Sant'Oreste, Castel Sant'Elia és Rignano Flaminio községekkel határos.

## Népesség
A település népessége az elmúlt években az alábbi módon változott:
| Lakosok száma | 1728 | 2178 | 2135 | 1977 |
|               | 2001 | 2017 | 2018 | 2023 |